# Alex Cord
Alex Cord, właściwie Alexander Viespi (ur. 3 maja 1933 w Floral Park, w stanie Nowy Jork, zm. 9 sierpnia 2021 w Valley View) – amerykański aktor telewizyjny i filmowy pochodzenia włoskiego, występował w roli Michaela Coldsmitha-Briggsa III 'Archanioła' z pięćdziesięciu pięciu odcinków serialu CBS Airwolf (1984–1986).

## Życiorys

### Wczesne lata
Urodził się w Floral Park w Floral Park na Long Island w Nowym Jorku jako syn przedsiębiorcy budowlanego Alexandra i Marie (z domu Paladino) Viespi. Mając zaledwie dwa lata pobierał pierwsze lekcje nauki jazdy konnej. W wieku dwunastu lat przeszedł chorobę Heinego-Medina. Jego rodzina następnie przeniosła się na ranczo do Wyoming, gdzie mając szesnaście lat pokonał chorobę i dzięki determinacji został dżokejem i zawodowym jeźdźcem. Po doznaniu poważnych obrażeń spowodowanych przez byka na rodeo w nowojorskiej Madison Square Garden, musiał na dłużej zostać w szpitalu. Później studiował i uzyskał dyplom z literatury na New York University w Nowym Jorku. Uczęszczał do Actors Studio i American Shakespeare Theatre w Stratford w stanie Connecticut.

### Kariera
Rozpoczął karierę zawodową w The Compass Players w St. Louis w Missouri, na Amerykańskim Festiwalu Szekspirowskim w Stratford w stanie Connecticut grał Laertesa w tragedii Hamlet. Brytyjski producent zaprosił go do Londynu, gdzie zagrał w czterech sztukach: Play With Tiger, Rose Tattoo, Sen nocy letniej i Parasol. Był nominowany w kategorii „Najlepszy aktor” przez Koła Londyńskich Krytyków.
W 1961 trafił na szklany ekran jako John Sanford, młodszy, pełny współczucia syn Bena Sanforda, w seryjnym westernie NBC Laramie z udziałem Roberta Fullera. Na kinowym ekranie zadebiutował niewielką rolą Bardelliego w melodramacie Raport Chapmana (The Chapman Report, 1962) u boku Efrema Zimbalista Jr., Jane Fondy, Claire Bloom i Shelley Winters. W 1966 otrzymał nominację do złotego medalu przyznawanego przez magazyn „Photoplay” w kategorii najbardziej obiecujący nowy gwiazdor i Złotego Laura w kategorii nowe twarze. Zagrał tytułową rolę w westernie Grayeagle (1978). Rozpoznawalność przyniósł mu występ w serialach, w tym W.E.B. (1978) w roli bezwzględnego szefa programów sieciowych Jacka Kileya, Cassie & Co. (1982) z Angie Dickinson jako prokurator okręgowy Mike Holland oraz Airwolf (1984–1986) jako enigmatyczny Michael Coldsmith-Briggs III (wysoko postawiony człowiek w organizacji nazwanej „firmą” (The Firm); pseudonim operacyjny: „Archanioł Michał”). W 2001 został uhonorowany Złotym Butem. 

## Życie prywatne
W latach 1955–1956 związany był z Mary Ann Hutchinson, z którą ma córkę Toni Aluisę. Spotykał się z aktorką Shelley Winters (1962). 8 czerwca 1968 poślubił aktorkę Joannę Pettet. Mieli syna Damiena Zachary’ego (ur. 3 października 1968), który zmarł tragicznie 7 lipca 1995 po przedawkowaniu heroiny w wieku dwudziestu sześciu lat. W 1975 doszło do rozwodu. 18 maja 2002 ożenił się z Susannah Moller, która zmarła w 2017.

## Filmografia

### Filmy fabularne
- 1962: Raport Chapmana (The Chapman Report) jako Bardelli
- 1966: Ringo Kid (Stagecoach) jako Ringo Kid
- 1968: Braterstwo (The Brotherhood) jako Vince Ginetta
- 1973: Genesis II jako Dylan Hunt
- 1981: 'Goliat' czeka (Goliath Awaits) jako dr Sam Marlowe
- 1988: Parszywa dwunastka 4 (The Dirty Dozen: The Fatal Mission) jako Dravko Demchuk
- 1990: Dziewczyna, dla której można zabić (A Girl to Kill For) jako Mike / Wino
- 1992: Kryptonim: Alexa (CIA Code Name: Alexa) jako Victor Mahler

### Seriale TV
- 1961: Laramie jako John Sanford
- 1961: Ben Casey jako Frank Paulson
- 1976: Sierżant Anderson jako Bass
- 1979: Statek miłości jako pan Barrett
- 1981: Statek miłości jako Hank Walker
- 1984: Hotel jako Preston Dwyer
- 1984-86: Airwolf jako Michael Coldsmith-Briggs III 'Archanioł'
- 1986: Napisała: Morderstwo jako Preston Bartholomew
- 1989: Gliniarz i prokurator (Jake and the Fatman) jako Wallace Cogan
- 1989: Mission: Impossible jako Travers
- 1992: Gliniarz i prokurator (Jake and the Fatman) jako Wade Kelleher
- 1995: Legendy Kung Fu jako Gary Bennett
- 1995: Strażnik Teksasu (Walker, Texas Ranger) jako Larry Curtis